# 第18回ニューヨーク映画批評家協会賞
『第18回ニューヨーク映画批評家協会賞』は、1952年の優秀な映画に贈られた賞である。

## 受賞
- 作品賞：
  - 『真昼の決闘』

- 主演男優賞：
  - ラルフ・リチャードソン - 『超音ジェット機』

- 主演女優賞：
  - シャーリー・ブース - 『愛しのシバよ帰れ』

- 監督賞：
  - フレッド・ジンネマン - 『真昼の決闘』

- 外国語映画賞：
  - 『禁じられた遊び』（ フランス）